# 막돼먹은 영애씨 12
《막돼먹은 영애씨 12》는 tvN에서 2013년 7월 18일부터 2013년 11월 14일까지 방영했으며, 《막돼먹은 영애씨》 시리즈 중 열두 번째 드라마다.

## 소개
노처녀 캐릭터를 중심으로 대한민국 직장인의 현실을 담아낸 드라마

## 등장 인물

### 낙원종합인쇄사
- 김현숙 : 이영애(36세) 역 - 디자인팀 사원
- 이승준 : 이승준 역 - 작은사장
- 라미란 : 라미란 역 - 디자인팀 과장
- 윤서현 : 윤서현(40세) 역 - 영업팀 과장
- 강예빈 : 강예빈 역 - 아르바이트생
- 한기웅 : 한기웅(27세) 역 - 홈페이지 관리/인쇄 담당
- 스잘김 : 스잘(21세) 역 - 인쇄소 사원

### 영애네 집
- 송민형 : 이귀현 역 - 아버지
- 김정하 : 김정아 역 - 어머니
- 정다혜 : 이영채 역 - 동생
- 고세원 : 김혁규 역 - 이영채의 남편

### 그 외
- 탁용신 : 이낙원 역 - 낙원종합인쇄사 큰사장, 이승준의 아버지
- 유형관 : 유형관 역 - 농업인
- 강수영 : 강수영 역 - 영채의 시어머니
- 전성애 : 전성애 역 - 김정하의 친구이자 앙숙관계
- 허재원 : 지오 역 - 라미란의 장남, 동생 현오를 잘 챙기는 의젓한 아이
- 이우주 : 현오 역 - 라미란의 둘째아들, 아직은 철없는 개구쟁이
- 미상 : 김해밀 역 - 이영채와 김혁규의 아들
- 박휘순 : 박휘순 역 - 이영애의 소개팅남
- 지영우 : 지영우 역 - 이승준이 사귀던 여자의 남자친구

### 특별출연
- 김대희 : 대승물산 김 차장 역 (12화)
- 강소라 : 강소라 역 - 이영민의 전처 (18화)

## 회차별 부제
| 2013년 | 2013년    | 2013년                          |
| 회차   | 방송일자  | 부제                            |
| ------ | --------- | ------------------------------- |
| 제1회  | 7월 18일  | 막돼먹은 영자씨                 |
| 제2회  | 7월 25일  | 갑 때문에 을메나 갑갑한지!      |
| 제3회  | 8월 1일   | 낙원에 있는 아름다운 사람들     |
| 제4회  | 8월 8일   | 쪼는 영애, 쩌는 예빈            |
| 제5회  | 8월 15일  | 철부지 어른이                   |
| 제6회  | 8월 22일  | 월급님이 로그아웃하셨습니다     |
| 제7회  | 8월 29일  | 남의 어머니 전상서              |
| 제8회  | 9월 5일   | 연애임박 영애...씨!             |
| 제9회  | 9월 12일  | 낙원사 WAR 워 워                |
| 제10회 | 9월 19일  | 요란한가위                      |
| 제11회 | 9월 26일  | 평사원 XL의 헌신                |
| 제12회 | 10월 3일  | 입술주정                        |
| 제13회 | 10월 10일 | 남자는 불행과 마음고생의 씨앗   |
| 제14회 | 10월 17일 | 친구와 연인 feat. 이영애        |
| 제15회 | 10월 24일 | 엄마 환갑 망친 큰딸             |
| 제16회 | 10월 31일 | 오늘밤은 삐딱하게               |
| 제17회 | 11월 7일  | 17회 원~나잇값 못하는 남녀      |
| 제18회 | 11월 14일 | 불붙은 낙원 애정사              |
| 스페셜 | 11월 21일 | 이직한 영애씨의 막돼먹은 뒷담화 |